# UFO (serie televisiva)
UFO è una serie televisiva britannica di fantascienza, ideata nel 1969 da Gerry Anderson e da egli prodotta dal 1969 al 1970, insieme a sua moglie Sylvia, e trasmessa originariamente dalla televisione britannica Independent Television (ITV) dal 1970 al 1971.
Fu la prima realizzata dagli Anderson con veri attori, avendo ideato e prodotto fino ad allora delle serie di successo realizzate con marionette, tra le quali Stingray e Thunderbirds. Inizialmente indirizzata al mercato anglosassone, composta di 26 episodi della durata di 50 minuti ciascuno, UFO fu trasmesso in Gran Bretagna dal 1970 e subito dopo negli USA.
La colonna sonora è composta da Barry Gray. Visto il notevole budget ad essi dedicato, la produzione degli effetti speciali fu considerata d'avanguardia per l'epoca.

## Trama
In un prossimo futuro la Terra subisce delle incursioni da alieni. Dal 1970 le autorità politiche e militari acquisiscono le prime prove certe e viene quindi istituita un'organizzazione militare segreta, SHADO (Supreme Headquarters Alien Defence Organisation, comando supremo dell'organizzazione di difesa contro gli extraterrestri), il cui emblema è un uomo che proietta un'ombra, il cui vocabolo in lingua inglese è appunto shadow.
Gli alieni a bordo degli UFO che giungono sulla Terra non hanno una origine definita; nell'episodio L'ingrandimento, una sonda spaziale terrestre riesce a raggiungere e fotografare il loro pianeta che appare di tipo terrestre, ma di esso non si sa altro, salvo che si tratta di un pianeta morente come descritto nell'episodio ESP. Poiché gli UFO appaiono in grado di raggiungere una velocità massima di dodici volte superiore a quella della luce e nell'episodio L'ingrandimento la sonda impiega quattro mesi di inseguimento a raggiungere il suddetto pianeta, si presume che quest'ultimo appartenga al sistema di Alpha Centauri, distante dalla Terra circa 4,3 anni luce. Le loro astronavi possono dunque valicare le enormi distanze tra il loro ed il nostro pianeta, viaggiando a velocità superluminali, ma non possono resistere per più di quarantott'ore nell'atmosfera terrestre, poiché decorso tale lasso di tempo si disintegrano. Esse possono trasportare pochi passeggeri. Hanno un aspetto di trottola rotante sul proprio asse verticale e, durante il volo nell'atmosfera terrestre, emettono un caratteristico sibilo metallico (composto da Barry Gray con un sintetizzatore elettronico); sono armate con un raggio distruttore ma sono vulnerabili agli esplosivi convenzionali; possono inoltre navigare sott'acqua: nell'episodio Controllo computer uno di essi si nasconde sul fondo di un lago, così come in L'occhio del gatto e in Troppo silenzio; in Sul fondo appare un UFO specializzato per la navigazione subacquea mentre in Riflessi nell'acqua viene presentata una base aliena sottomarina. Gli alieni sono equipaggiati con armi da fuoco (la sequenza d'apertura del primo episodio, Finalmente identificato, mostra l'omicidio di una terrestre che aveva scorto un UFO) e altre con la funzione di stordire le loro vittime (v. L'occhio del gatto). L'esame dei corpi di alcuni alieni uccisi rivela che essi hanno forma umana. Nelle tute spaziali essi sono immersi in un liquido verde ossigenato, che conferisce alla loro pelle un colore verde e che si suppone serva ad ammortizzare gli effetti dell'accelerazione durante il viaggio (Finalmente identificato). Lenti a contatto opache proteggono i loro occhi dal contatto col liquido. Un'autopsia del primo di essi catturato rivela il trapianto di organi prelevati dai terrestri, da essi rapiti (Finalmente identificato). Si suppone perciò che gli alieni utilizzino avanzate tecniche di trapianto per arrestare il processo di invecchiamento biologico, forse per compensare la loro sterilità e prossima estinzione. Tale spiegazione dell'interesse degli alieni per i terrestri viene però messa in discussione in successivi episodi (L'occhio del gatto), nei quali si sostiene che in realtà essi siano dei "computer viventi" che utilizzerebbero i corpi dei terrestri rapiti, riprogrammandone il cervello, per inserire in esso le loro personalità, e sfruttando i trapianti per evitare l'invecchiamento negli anni che trascorrono nei voli interstellari.

## Ambientazione
Gli episodi sono collocati in Gran Bretagna, tuttavia la trama e i personaggi dell'episodio Controllo confetti: OK! dimostrano che la SHADO è un'organizzazione internazionale (Straker è un ufficiale dell'aviazione militare USA, la riunione propedeutica alla nascita della SHADO si svolge nel 1970 all'ONU con l'intervento di delegati inglesi, francesi, tedeschi e statunitensi, la sua risposta alla domanda sul reclutamento del personale postagli da uno dei delegati e il personaggio del generale Henderson, già superiore di Straker nell'USAF, quale presidente di una Commissione Astrofisica Internazionale che eroga i fondi necessari alla SHADO). In vari episodi viene mostrata la collaborazione col personale della SHADO di altre forze militari e di agenzie di spionaggio e civili (nell'episodio L'ingrandimento la sonda destinata a fotografare il pianeta degli alieni viene lanciata da una base e con un missile della NASA).
L'attività della SHADO si svolge nel segreto. Il suo quartier generale è ubicato nel sottosuolo di uno studio cinematografico di proprietà della casa cinematografica di fantasia Harlington-Straker, di cui il comandante in capo Ed Straker si finge comproprietario. Complessivamente l'organizzazione sembra avere un personale poco numeroso (sommando tutti gli attori e le comparse al quartier generale appaiono assegnate meno di cento persone, e su Base Luna ne operano una quindicina).
La SHADO dispone di forze e mezzi d'avanguardia per azioni sulla Terra e nello spazio. Si va dal SID (Space Intruder Detector, Rilevatore spaziale di intrusioni), un satellite-radar in orbita bassa che scansiona tutto lo spazio del Sistema solare per segnalare l'arrivo di oggetti volanti non identificati, alla linea avanzata di difesa, Base Luna (che nell'episodio Salvataggio viene localizzata nel Mare Imbrium, vicino al cratere Wallace), dove sostano in pianta stabile tre Intercettori dotati di missile a testata nucleare; è da notare che sulla Luna, all'interno della base, i personaggi si muovono come se la gravità fosse equivalente a quella terrestre; inoltre, non sembra che i missili siano a testata nucleare perché il più delle volte devono colpire l'UFO per distruggerlo. Gli oceani sono pattugliati dai sottomarini SkyDiver, provvisti di mezzo aereo (lo Sky One), lanciabile anche da sotto la superficie per intercettare gli UFO nell'atmosfera terrestre. Una delle basi della flotta, con diversi sottomarini alla fonda, viene mostrata nell'episodio Bombe psicologiche. I principali mezzi di terra sono gli Shado Mobiles, blindati semoventi provvisti di cingoli, armati di cannoncino da torretta a scomparsa. La sigla di apertura mostra tutti questi mezzi difensivi approntati dalla SHADO. Da accenni in vari episodi si sa che viene mostrata solo una parte delle basi e dei mezzi (nell'episodio “Sul fondo” Straker ordina al Capitano Waterman,che aveva abbandonato con Sky One lo Skydiver colpito da un Ufo subacqueo, di atterrare “nella più vicina base della SHADO").
La casa cinematografica che costituisce la copertura di SHADO sfrutta un vero set cinematografico, quello di Pinewood, utilizzato in passato anche dalla Metro-Goldwyn-Mayer ed in tutte le produzioni di 007, il che costituì un buon espediente per risparmiare sui costi di produzione della serie. Gli interni furono invece filmati a Borehamwood. L'idea dello studio televisivo, oltre a eliminare la necessità e il relativo costo di mettere in piedi un set dedicato era funzionale alla trama in quanto celava tranquillamente, sotto il velo della finzione scenica, attività inusuali come massicci spostamenti di veicoli, materiali e persone.
Come detto, le vicende della serie si svolgono 20 anni nel futuro, nei primi anni ottanta del XX secolo, descritti come un periodo di notevole progresso scientifico, tecnologico e sociale e di crescente integrazione internazionale, ma vi sono diversi flashback collocabili al 1969-1970: Finalmente identificato, con Straker ancora ufficiale USAF (e con la capigliatura naturale); Controllo confetti: OK!, dove si guida ancora alla maniera britannica e Il lungo sonno, dove una coppia di hippy in preda ad allucinazioni causate dall'assunzione di LSD ha un incontro fatale con gli alieni. Altro richiamo al passato prossimo è la scena del party all'inizio nell'episodio Incubo, dove Foster balla al suono di Get Back dei Beatles, un successo del 1969 e l'abbigliamento dei convenuti non è dissimile a quello fine anni sessanta. Infine nell'episodio I globi di fuoco Straker e Freeman rivedono un'intervista rilasciata nel 1969 dal vero ufologo Frank E. Stranges, fondatore del National Investigations Committee on Unidentified Flying Objects, girata quando Stranges visitò il set della serie nel luglio 1969. Sebbene non si tratti di un vero flashback nell'episodio Bonifica spaziale vengono mostrati e distrutti i relitti orbitanti di alcuni stadi della Voschod 2 e dell'Apollo 8.

## Temi
La serie unisce l'azione, tipica delle serie americane, alle interazioni personali tra i personaggi, secondo una visione più europea. Non mancano momenti di vita privata e di velato eros, testimoniato dall'avvenenza del personale femminile con uniformi attillate, una tuta color nocciola per il personale terrestre e argentata con una singolare parrucca viola per quello della base lunare, a suggerire una visione futuribile di parità e libertà sessuale. In diversi casi i rapporti fra gli ufficiali e gli operativi della SHADO dimostrano un'assenza di formalismi gerarchici (nell'episodio Corte marziale Straker ricorda ad altri personaggi che la SHADO è un'organizzazione militare e che fra Terrestri e Alieni è in corso una vera e propria guerra non convenzionale). Complessivamente le relazioni tra il mondo esterno e la SHADO sono molto ristrette in nome della vitale segretezza.
I personaggi non sono dipinti come supereroi ma come persone con comuni debolezze e problemi personali, aggravati dalle loro enormi responsabilità. È emblematico l'episodio Controllo confetti: OK!, dove viene narrata la crisi e la fine del matrimonio di Straker che, dovendo assumere il comando dell'organizzazione, è costretto a trascurare la propria consorte fino al sacrificio ed al divorzio. In un altro episodio, Il triangolo quadrato, un alieno viene ucciso accidentalmente da una coppia di amanti che sta tendendo un agguato al marito tradito. Condotti al quartier generale SHADO, viene loro somministrato un farmaco che rimuove la loro memoria recente. L'episodio si chiude con una scena inquietante in cui la donna visita la tomba del marito assassinato in un secondo tempo. Il tema degli affetti ritorna con l'amarissimo Questione di priorità, dove il protagonista, diviso fra l'emergenza UFO e la salvezza di suo figlio, ricoverato gravissimo, non può far pervenire un farmaco dagli Stati Uniti che possa salvarlo, perdendo così anche il suo ultimo legame con il fallito matrimonio.
Il tema della segretezza accomuna gli episodi. Nel primo della serie, Finalmente identificato, il futuro comandante dello SkyDiver, Peter Carlin, la cui sorella Leila è stata sequestrata dagli alieni, si trova costretto ad assistere ad un fittizio funerale, nel quale il feretro chiuso contiene uno di loro deceduto ma recante degli organi prelevati dalla ragazza, sotto gli occhi dei suoi genitori totalmente ignari. Foster, vittima anch'egli di un contatto con UFO durante un volo ad alta quota, viene impossibilitato a divulgarne le prove e convinto con maniere poco ortodosse ad arruolarsi nella SHADO onde tutelare definitivamente il segreto in nome della sicurezza nazionale, a costo di dover anch'egli sacrificare gli affetti.
La natura e l'origine degli alieni restano un mistero. Non comunicano, mostrano il loro volto di rado (il più ricorrente è interpretato da Gito Santana). Benché il loro operato sia noto, si suggerisce l'ipotesi che tra essi non tutti condividerebbero i propositi criminali della maggioranza, come nell'episodio Questione di priorità, dove avviene un mancato tentativo di diserzione.

## Mezzi e strumenti
Nella serie sono presenti alcune innovazioni ancora in fase di studio o scarsamente diffuse nel 1969, come l'aereo da trasporto supersonico, il convertiplano, il telefono per auto, il cercapersone, il telefono cordless, l'aria condizionata per auto, computer per la ricerca scientifica e nelle applicazioni mediche e militari - quando la serie fu scritta e girata esisteva solo ARPANET, tuttavia in molti episodi vengono mostrate reti telematiche, anche interfacciate tra loro .
L'automobile di Straker, dall'aspetto futuribile, bassa e aerodinamica, è una Ford Zephyr la cui carrozzeria è stata ridisegnata con una struttura in plexiglas colorato. Anche l'interno è stato modificato e il volante ha una configurazione definita "a calice". La guida delle auto è a sinistra perché la produzione ha riciclato le vetture di scena dal film Doppia immagine dallo spazio, anch'esso interpretato da Bishop e ambientato in Portogallo. Com'è avvenuto in Svezia alla fine degli anni sessanta si prevedeva un adeguamento delle norme di circolazione britanniche a quelle dell'Europa continentale. Bishop avrebbe commentato in seguito che, proprio perché il disegno di alcune parti, come il volante, era improntato più che altro a criteri scenici, l'autovettura era di fatto inguidabile. Le riprese venivano eseguite con le auto che marciavano a bassa velocità, con interventi acceleratori in fase di montaggio. Inoltre, le porte ad ala di gabbiano non erano motorizzate bensì aperte a mano da un macchinista di scena. Nell'episodio Corte Marziale lo stesso operatore appare riflesso sui vetri dell'automobile. Auto simili vengono impiegate quali auto di proprietà di altri personaggi, tra i quali gli ufficiali Freeman, Lake e Foster.

## Produzione
Era intenzione di Gerry Anderson realizzare una serie dove i personaggi contassero più dell'azione. L'uso di marionette per le serie precedenti era un mezzo per ottenere budget per una produzione futura con attori veri.
Nonostante il successo europeo, non ultimo quello italiano, la serie negli Stati Uniti non ebbe accoglienza calorosa, tantomeno di successo di share, che sono state addebitate ora alla concorrenza della serie Star Trek, ora alla diffidenza della distribuzione per delle tematiche complesse che sarebbero state in contrasto con il gusto medio americano. La diffusione avveniva in orario spesso scomodo. L'esito condizionò le scelte future della produzione, dipendente da capitale statunitense.
Dopo il completamento dei 26 episodi fu messo in cantiere il progetto per un sequel che originariamente avrebbe dovuto chiamarsi UFO: 1999, ambientato su una base lunare più grande nel 1999, preceduto da un episodio pilota intitolato Kill Straker! (UFO: Uccidete Straker!), dove il comandante negozia per maggiori fondi governativi per costruire una base lunare più grande entro dieci anni. Un attacco alieno in vasta scala distrugge parte del nostro satellite naturale proiettando la base lunare negli spazi esterni. Il progetto però non piacque ai produttori americani e pertanto UFO: 1999 fu abbandonato finché gli Anderson non ripresero l'idea un paio d'anni più tardi ipotizzando un allontanamento irreversibile della Luna dall'orbita terrestre causato da un'esplosione nucleare: si trattava del canovaccio di Spazio 1999, una serie TV completamente nuova co-prodotta con la RAI nel 1974.

## Cast
La serie prevede un cast numeroso, con apparizioni ed uscite di scena senza un motivo apparente, dovute alla lunga sospensione delle riprese per la chiusura del primo studio. George Sewell ed altri ebbero altre scritture mentre Grant Taylor (nome completo: Ronald Grant Taylor) da tempo ammalato, morì nel frattempo. Altri personaggi hanno avuto mutamento di ruolo come quello del colonnello Virginia Lake (Wanda Ventham). In Finalmente identificato viene presentata come un ingegnere elettronico responsabile dello studio e della costruzione del sistema di avvistamento degli UFO, per poi divenire comandante di Base Luna in Missione senza ritorno, e per sostituire infine Freeman (George Sewell) nel ruolo di vice e confidente, forse amante, di Straker, personaggio costante in tutti gli episodi.

## Edizione italiana
L'edizione in lingua italiana fu trasmessa dalla Televisione svizzera di lingua italiana a partire dal 1970 con il titolo di Minaccia dallo spazio e a partire dal 1971 dalla RAI, con il nome originale di UFO. La serie è stata riproposta costantemente nel corso degli anni, da varie emittenti locali italiane e nuovamente in RAI a partire dal 1996, con video digitalmente restaurato. Nel 1999 l'allora network Tmc2 ripropone la serie con interviste e approfondimenti nella rubrica Dr Futuro, ripristinando scene tagliate e trasmettendo gli episodi inediti in RAI in lingua originale sottotitolata. La serie è stata distribuita su DVD per l'home video anche in lingua italiana.
La programmazione della RAI le dedicò originariamente una fascia di ascolto dedicata al pubblico giovanile, in quanto di genere fantastico-fantascientifico, tuttavia la serie UFO divenne ben presto un cult soprattutto tra gli adulti. Il soggetto presenta situazioni non adatte ai giovanissimi, dove non mancano tensione, suspense, mistero e violenza seppure mai esplicitata nonché uno sfumato erotismo ravvisabile in molte scene e nelle divise delle protagoniste, un carattere sconosciuto alle produzioni italiane dell'epoca.

## Episodi
| Stagione       | Episodi | Prima TV originale | Prima TV Italia |
| -------------- | ------- | ------------------ | --------------- |
| Prima stagione | 26      | 1970-1973          | 1971-1973       |

## Lungometraggi
Dalla serie sono stati tratti alcuni lungometraggi cinematografici realizzati fra il 1973 e il 1980, realizzati da un'effimera casa di produzioni, la Kent, montando scene tratte dai telefilm, molti dei quali trasmessi dalla TV Svizzera - per esempio Controllo confetti: OK! - stravolgendo trama e dialoghi. Per esemplificare, la famosa scena del party di Paul Foster, preludio al suo sequestro da parte degli alieni, viene posticipata per narrare un'inesistente licenza premio; una coppia uccide un alieno credendolo un ladro così la torbida vicenda de Il triangolo quadrato diventa legittima difesa e l'amante promosso a rango di marito. A queste bizzarrie si aggiunge l'utilizzo di brani della colonna sonora della serie 007 di John Barry scambiato per assonanza con Barry Gray, autore delle musiche della serie.
Quest'iniziativa costituì l'opportunità per una visione a colori della serie, in epoca in cui la Rai trasmetteva ancora in bianco e nero, dando modo allo spettatore italiano di avere un'idea della SHADO, della sua origine e la sua organizzazione, principalmente con il montaggio di scene tratte dall'episodio Controllo confetti: OK!.
- UFO - Allarme rosso... attacco alla Terra! (1973)
- UFO - Distruggete Base Luna (1973)
- UFO - Prendeteli vivi (1974)
- UFO Contatto Radar… stanno atterrando…! (1974)
- UFO Annientate SHADO… Uccidete Straker… Stop (1974)
- Invasion: UFO (1980)

Nel 1980 fu prodotto per il mercato anglosassone un lungometraggio dal titolo Invasion: UFO, realizzato con frammenti tratti da alcuni episodi della serie originale.
Negli anni novanta sembrò prossima la realizzazione di una nuova serie di telefilm, denominata UFO 2, che avrebbe dovuto essere prodotta in Australia.
Dal 2007 hanno iniziato a diffondersi voci, poi confermate, sull'intenzione del produttore Robert Evans di girare un film ispirato alla serie, intitolato UFO. Il sito ufficiale del film prevedeva l'uscita nelle sale per il 2012, termine poi slittato al 2014. La regia è stata affidata a Matthew Grazner.

## Dietro le quinte
Nell'episodio  Distorsioni mentali, il protagonista Ed Straker sogna di percorrere i vari set della stessa serie, allestiti nello studio cinematografico che egli gestisce: un'occasione per il pubblico per conoscerne il "dietro le quinte".